# Зоммерауэр, Вернер
Вернер Зоммерауэр (рум. Werner Sommerauer; 14 февраля 1936, Брашов, Королевство Румыния — 2 апреля 2014, Брашов, Румыния) — румынский антикоммунистический диссидент немецкого происхождения, организатор независимых профсоюзов, противник режима Николае Чаушеску. Активный участник Брашовского восстания. Неоднократно подвергался преследованиям Секуритате. После Румынской революции — общественный деятель, один из руководителей брашовской Ассоциации 15 ноября 1987, почётный гражданин Брашова.

## Непримиримость юности
Родился в семье румынских немцев. С ранней юности придерживался непримиримо антикоммунистических и антисоветских взглядов. Был исключён из средней школы за антикоммунистические высказывания. Сам себя характеризовал как человека «слишком наглого».
Вернер Зоммерауэр занялся самообразованием, освоил фотодело и радиотехнику. Работал в коммунальных службах Брашова подсобником, истопником и сантехником.

## Диссидентство и бунт

### Выступления и преследования
Смерть Георге Георгиу-Дежа и приход к власти Николае Чаушеску породили надежды на демократические перемены. Вернер Зоммерауэр стал выступать на собраниях трудовых коллективов с критикой хозяйственного управления, номенклатурных привилегий и политики правящей Румынской компартии (РКП). Призывал к созданию свободных профсоюзов. В официальную федерацию профсоюзов он не вступал, но был принудительно зачислен в 1972.
В 1969 Вернер Зоммерауэр начал писать т. н. «энциклопедию системных извращений». Он заносил туда известные ему факты бюрократического произвола, анализировал их и проводил параллели между коммунизмом и нацизмом. Свои материалы Зоммерауэр направил на радиостанции Немецкая волна и Свободная Европа. Установил связь с диссидентом Паулом Гомой и его кругом. Попал под плотное наблюдение Секуритате.
Несколько раз госбезопасность арестовывала Вернера Зоммерауэра. В 1977 причиной стали его выступления в поддержку шахтёрской забастовки, в 1979 — в защиту Паула Гомы. На допросах Зоммерауэр избрал тактику правового педантизма: он несдвигаемо стоял на факте подписания Чаушеску Заключительного акта Хельсинкского совещания — что формально гарантировало право гражданина СРР на распространение информации. При этом Зоммерауэр был известен западноевропейским правозащитным структурам, а как этнический немец привлекал особое внимание властей ФРГ.

### Активист независимого профсоюза
В марте 1979 группа рабочих судоверфи Дробета-Турну-Северина и их союзники из среды оппозиционной интеллигенции учредили SLOMR — Свободный профсоюз трудящихся Румынии. SLOMR позиционировался как структура сугубо социальная, без политических требований, ориентированная на защиту текущих интересов работников (повышение заработков, улучшение условий труда, сокращение рабочей недели, недопущение неоплачиваемых сверхурочных). Инициативу поддержали известные диссиденты, в том числе Паул Гома. Вернер Зоммерауэр примкнул к SLOMR одним из первых и взялся за организацию профсоюзной ячейки в Брашове.
На создание SLOMR власти ответили репрессиями. Около двухсот активистов были арестованы, помещены в специальные психбольницы, высланы из мест проживания. В отношении Вернера Зоммерауэра госбезопасность попыталась провести вербовку. К нему был направлен старший лейтенант Мате Юлиус. Он сделал ему «заказ» на установку сантехники и пригласил к себе домой — забыв, однако, убрать дорогие алкогольные напитки, которые к тому времени отсутствовали в свободной продаже. Оценив домашнюю обстановку «клиента», Зоммерауэр немедленно определил в Юлиусе агента Секуритате. Он не только отказался от сотрудничества, но и рассказал знакомым, посоветовав держаться от себя подальше, пока план вербовки не будет отменён. Юлиусу при его приходах Зоммерауэр саркастично напоминал, что «товарищ старший лейтенант здесь не живёт» и советовал не скучать.
Активную антикоммунистическую агитацию проводил Зоммерауэр перед выборами в Великое национальное собрание 1985. Он убеждал окружающих, что падение режима — вопрос короткого времени, говорил, что сила Чаушеску основана на страхе подданных.

### В Брашовском восстании
15 ноября 1987 в Брашове произошло рабочее восстание — забастовка, демонстрация, разгром городской администрации и комитета РКП. На машиностроительном заводе Steagul Roșu (Красный флаг) работала Родика Зоммерауэр, жена Вернера. Сам он работал сантехником в школе. Зоммерауэр немедленно примкнул к рабочему протесту, сказав дочери Флорентине: «Может быть, сегодня мы свергнем режим». Зоммерауэр был единственным известным участником Брашовского восстания, кто прежде имел политический «бэкграунд».
Вернер Зоммерауэр делал упор на антикоммунистические лозунги. Призывал протестующих действовать активно и наступательно. Участвовал в прорыве в здание брашовской администрации и комитета РКП, уничтожении коммунистической символики. Собственноручно срывал «оккупационные» красные флаги с серпом и молотом. Исходя из профессиональных навыков, подсказывал способы сбивания портретов Чаушеску — например, использование брандспойтов.

Люстры падают, парни смеются, а Вернер Зоммерауэр смеётся вместе с ними, словно они знакомы всю жизнь.

В то же время Зоммерауэр старался избегать физического насилия над конкретными лицами. Именно Вернер Зоммерауэр уберёг от разъярённой толпы секретаря по пропаганде жудецкого комитета РКП Марию Чебук. Также он старался пресекать «бессмысленные разрушения», не имевшие политико-идеологического звучания. Когда стало очевидным приближение арестов, Зоммерауэр попытался организовать упорядоченный отход.

## Следствие, суд, отбывание
На следующий день Вернер Зоммерауэр в своём доме был арестован Секуритате. Первоначально Зоммерауэра поместили в относительно приемлемые условия (комната на этаже вместо подвала, принадлежности для умывания, даже апельсин на завтрак). Однако Зоммерауэр отказался давать показания. Держался пренебрежительно к следователям, секуристам и партаппаратчикам. Увидев в коридоре проходящую Марию Чебук, саркастично обратился к ней: «Вы почему меня не узнаёте? Уж вам-то положено».
Тогда следствие изменило тактику. Полковник госбезопасности Ристя Прибой жёстко допрашивал Зоммерауэра, подвергал избиениям, пыткам, голоду и бессоннице. Результат остался прежним: Вернер Зоммерауэр не дал никаких показаний. Последний допрос вёл директор Секуритате генерал Юлиан Влад.
Суд приговорил Зоммерауэра к трём годам поднадзорных исправительных работ — один из четырёх максимальных приговоров, вынесенных на процессе 61 подсудимого. Зоммерауэра с дочерью депортировали из Брашова, отбывать наказание ему было назначено в Тулче.
На месте отбывания приговора Вернер Зоммерауэр устроился работать техником строительного предприятия. Продолжал антикоммунистическую агитацию (например, в рабочей столовой), демонстративно конфликтовал с начальством и милицией. Через случайно встреченного водителя-дальнобойщика передал на «Свободную Европу» письмо с подробным описанием брашовских событий, списком осуждённых и призывом поддержать преследуемых рабочих.
В июне 1989 в Тулчу с инспекционной поездкой прибыл генерал Велику Михаля, заместитель начальника милиции СРР Константина Нуцэ. Он вызвал Вернера Зоммерауэра, но тот отказался явиться, демонстративно слушая «Немецкую волну». Наряд милиции приводом доставил диссидента к генералу. Зоммерауэр отказался подать руку Михале. Тот стал угрожать, но услышал в ответ: «Ваше время истекает».

## Послереволюционная деятельность
В Тулче на принудительных работах Вернер Зоммерауэр встретил Румынскую революцию в декабре 1989. Вместе с Флорентиной он выехал в Брашов и 24 декабря вернулся на малую родину. В послереволюционном Брашове Вернер Зоммерауэр работал по радиотехнической специальности. Однако главным его занятием стала общественная деятельность. Зоммерауэр стал соучредителем Ассоциации 15 ноября, объединившей участников Брашовского восстания, и Центра антикоммунистического сопротивления. Призывал к жёсткой чистке властной системы, изгнанию бывших партаппаратчиков и секуристов.

Террор коммунистического режима оставил глубокие шрамы в нашем сознании, нанёс тяжёлый ущерб достоинству и морали. Но порабощённые видели: кроме жестокости, коррупции, шантажа, угроз, у режима нет ничего.

Вернер Зоммерауэр (речь на первом собрании Румынского сопротивления, сентябрь 1990)

В 2002 была издана книга историков Мариуса Опри (бывший руководитель Института по расследованию коммунистических преступлений в Румынии) и Стеджарела Олару Ziua care nu se uita (15 noiembrie 1987, Brasov) — День, который не будет забыт (15 ноября 1987, Брашов). После публикации Ристя Прибой подал в суд за «клевету» на авторов и на Вернера Зоммерауэра. Прибой сохранил серьёзные позиции и в послереволюционной Румынии — служил в новой румынской разведке, был советником премьер-министра Адриана Нэстасе, депутатом парламента от правящей в то время Социал-демократической партии. Поддержать ответчика Зоммерауэра в суд Фокшани явились известные деятели румынской культуры и правозащиты — поэтесса Ана Бландиана, писатели Хория Роман-Патапевич и Ромулус Русан, историк Адриан Никулеску, философ Дан Павел, политики Константин Тику Думитреску и Раду Александру.
Первоначально иск был частично удовлетворён. По мнению Опри, суд занимал явно предвзятые позиции, с уклоном в пользу истца. Однако в 2006, после криминально-коррупционных разоблачений Прибоя и Нэстасе, суд признал правоту Опри и Зоммерауэра.
Вернер Зоммерауэр пользовался в городе и стране большим уважением и авторитетом. Был удостоен звания Почётного гражданина Брашова.
Скончался Вернер Зоммерауэр в возрасте 78 лет. В многочисленных некрологах он характеризовался как «победитель Секуритате», «борец за свободу», «герой-антикоммунист».